# Liste der Einträge im National Register of Historic Places im Kleberg County
Die Liste der Registered Historic Places im Kleberg County führt alle Bauwerke und historischen Stätten im texanischen Kleberg County auf, die in das National Register of Historic Places aufgenommen wurden.

## Aktuelle Einträge
| Lfd. Nr. | Name im NRHP                                | Bild | Datum der Eintragung | Adresse/Lage                                          | Ort            | NRHP-ID  | Beschreibung |
| -------- | ------------------------------------------- | ---- | -------------------- | ----------------------------------------------------- | -------------- | -------- | ------------ |
| 1        | Dunn Ranch, Novillo Line Camp               |      | 1. Okt. 1974         | S of Corpus Christi in Padre Island National Seashore | Corpus Christi | 74000277 |              |
| 2        | Henrietta M. King High School               |      | 9. Mai 1983          | Kleberg Ave. and 3rd St.                              | Kingsville     | 83003145 |              |
| 3        | John B. Ragland Mercantile Company Building |      | 21. Jan. 1993        | 201 E. Kleberg Ave.                                   | Kingsville     | 92001820 |              |
| 4        | Kleberg County Courthouse                   |      | 10. Mai 2010         | 700 E Kleberg Ave                                     | Kingsville     | 10000250 |              |
| 5        | Nance-Jones House                           |      | 21. Nov. 2006        | 426 E. Johnston Ave.                                  | Kingsville     | 06001064 |              |